# التواني (فلسطين)
التواني هي قرية فلسطينية صغيرة في جنوب جبل الخليل من محافظة الخليل. العديد من سكان القرية يعيشون في الكهوف حيث أن الاحتلال الإسرائيلي يقوم بهدم البيوت باستمرار . وتقع القرية إلى الجنوب الغربي من مدينة يطا. وهي قريبة من مستوطنة ماعون الإسرائيلية (التي شيدت في عام 1981). وتحدث نزاعات متكررة بين سكان التواني والمستوطنين على الأراضي والطرق والموارد المائية. بلغ عدد سكان القرية 194 نسمة في عام 2017.

## تاريخها
تم العثور على فخار بيزنطي في أطلال خربة التواني القريبة. قرية التواني مبنية على أنقاض خربة التواني. في مسح أثري أجري عام 1968، لوحظت عدة مباني وأسوار، وتم إرجاع بعض النتائج الفخارية في الموقع إلى العصر البيزنطي والعصور الوسطى. كما تمت إزالة معظم النتائج الأثرية منذ ذلك الحين. كما أن الكنيسة البيزنطية التي تم اكتشافها في الموقع تشهد، كما يعتقدون، على تغيير في تركيبة السكان. تتكون القرية اليوم بشكل رئيسي من منازل قديمة من العصر العثماني، والتي غالبًا ما تم بناؤها فوق الكهوف القديمة.
في مسح صندوق استكشاف فلسطين لفلسطين الغربية عام 1883، تم وصف المكان (المسمى خربة تواني) على النحو التالي:
الأساسات والجدران، بئر دائري من الحجر، ومقابر منحوتة في الصخر مسدودة الآن. تم العثور على حجر عتب طوله 6 قدم (1.8 متر) مع لوحة مجنحة عليه. بالقرب من الخراب كانت هناك معصرة زيتون مستديرة، قطرها 7 قدم (2.1 متر) و 10 بوصة (250 مـم) عميقًا، مع حافة 5 بوصة (130 مـم) سميكة. تم قطعها في نوع من المنصة الغارقة من الصخور الحية، مع مقبس لعمود أو عمود في وسط المكبس.
في أوائل القرن التاسع عشر، بدأ العديد من سكان القريتين يطا ودورا ، بالهجرة إلى الآثار والكهوف في المنطقة وأصبحت قرى تابعة للبلدة الأم. كانت أسباب التوسع هي نقص الأراضي للزراعة والبناء في المدن الأم مما أدى إلى ارتفاع أسعار الأراضي، والتنافس بين قبائل المدن الأم التي ترغب في السيطرة على المزيد من الأراضي والموارد، وكونها بمثابة حاجز أمني، مما جعل من الصعب على عصابات اللصوص مداهمة القرى الأم. يستخدم السكان المحليون الكهوف كمساكن ومساحات تخزين وحظائر للأغنام. ظلت العلاقة بين القرى التابعة والمدينة الأم قائمة. في حين أصبحت بعض الأقمار الصناعية قرى دائمة تضم مجتمعات تضم مئات الأشخاص. في عامي 1981 و1982، قُدِّر عدد الأسر التي سكنت الكهوف بشكل دائم في منطقة جنوب جبل الخليل بنحو 100 إلى 120 أسرة، في حين سكنت هناك مؤقتاً بنحو 750 إلى 850 أسرة.
بلغ عدد سكان التواني 127 نسمة حسب تعداد الأردن عام 1961.

### الاحتلال الإسرائيلي
بعد حرب الأيام الستة عام 1967، أصبحت قرية التواني تحت الاحتلال الإسرائيلي. في تعداد أجرته إسرائيل بعد احتلالها للضفة الغربية عام 1967، ورد أن عدد سكان القرية بلغ 175 نسمة في 33 أسرة. في عام 1994 تم إنشاء مجلس قروي مكون من سبعة أعضاء لإدارة الشؤون المدنية لقرية التواني والقرى المجاورة فقرا وتوبا. تعد التواني حاليًا بمثابة مركز للأنواع للقرى الصغيرة بالإضافة إلى 19 قرية بدوية في مسافر يطا.

## مستوطنات إسرائيلية
في عام 1982، أقيمت مستوطنة ماعون على أحد جانبي الطريق الرئيسي، وهو الطريق الوحيد الصالح للاستخدام، بين التواني وطوبا. في أواخر تسعينيات القرن العشرين، تعرض الفلسطينيون الذين يستخدمون الطريق الرئيسي والأراضي الأخرى المجاورة لهجمات متزايدة من جانب المستوطنين العنيفين.
في عام 2001، قام المستوطنون ببناء البؤرة الاستيطانية المعروفة باسم التل 833 أو تل أبو جندية على الجانب الآخر من الطريق. بحلول عام 2003، توقف الفلسطينيون عن استخدام الطريق الرئيسي بشكل كامل. قام مستوطنون من مستوطنة ماعون بتسوية أراضٍ فلسطينية خاصة على طول الطريق، ويستخدمون هذه الأراضي الآن لأغراض زراعية.
في عامي 2005 و2006، قام المستوطنون بتوسيع مزرعة دجاج جنوب التل 833. في عام 2008، تم تسييج الموقع، مما أعاق حركة المركبات على الطريق. في عام 2009، تم وضع قوافل جديدة بالقرب من ماعون، على منحدر شمال الطريق، وتم وضع الأساسات لـ 12 مبنى. وفي مارس 2010، قام المستوطنون ببناء منازل في البؤرة الاستيطانية الجديدة.

## هجمات المستوطنين
منذ عام 2004، تقوم منظمات حقوق الإنسان مثل فرق صانعي السلام المسيحيين وعملية كولومبا (عملية الحمامة) بمراقبة عنف المستوطنين في محافظة الخليل تجاه سكان القرية والقرى المجاورة من الرعاة والمزارعين.
في عام 2004، أفيد بأنه تم العثور على جيف دجاج متعفنة في بئر في قرية التواني بالقرب من الخليل في عمل مشتبه به لتلويث البئر بشكل متعمد من قبل المستوطنين الإسرائيليين. في عام 2005، تم زرع الشعير المغطى بالسم حول قرية ماعون، حيث يرعى القرويون أغنامهم عادة وبالقرب من أحد مصادر المياه في التواني. أدى هذا لتسمم وموت العديد من الحيوانات، الأغنام والماعز والحيوانات البرية. رفضت الشرطة الإسرائيلية فحص السم. في فبراير/شباط 2005، هاجم مستوطنون من هافات ماعون/تلة 833 أعضاء CPT وDove أثناء مرافقتهم للرعاة وأصابوا أحدهم بجروح خطيرة.
في عام 2011، هاجم مستوطنون من بؤرة هافات ماعون الأجانب والفلسطينيين خمس مرات خلال 30 يوماً. في 13 تموز/يوليو، هاجم ثلاثة مستوطنين رعاة أغنام فلسطينيين. في يوم 18 يوليو/تموز، هاجم ثلاثة مستوطنين ملثمين مسلحين بالهراوات اثنين من الرعاة وأعضاء فريق السلام في التواني.
أثناء التدريبات العسكرية الإسرائيلية، تتعرض الحقول والمحاصيل المملوكة للفلسطينيين للتخريب والتدمير بشكل متكرر. في يناير/كانون الثاني 2019، تم قطع 15 شجرة زيتون، ورسم عبارة " الموت للعرب " على الحجارة، في هجوم واضح يهدف إلى دفع ثمن باهظ.

## الاعتداءات على تلاميذ المدارس
توجد في القرية  مدرسة وحيدة، ويبلغ عدد طلابها حوالي 100 طفل. يذهب العديد منهم إلى المدرسة سيرًا على الأقدام لمسافة 2 كيلومتر (1.2 ميل) أو أكثر. يتعرض حوالي 20 طفلاً من قريتي طوبا ومغاير العبيد لخطر الاعتداء عليهم من قبل المستوطنين الإسرائيليين المتطرفين من هافات ماعون (تلة 833)، وهي بؤرة استيطانية تقع على بعد 500 متر (1,600 قدم) من التواني.
في 27 سبتمبر/أيلول 2004، بدأ فريق مشترك من أعضاء CPT ومنظمة Operation Colomba الدولية (عملية الحمامة) في مرافقة أطفال المدارس الفلسطينيين في طريقهم إلى المدرسة. بعد يومين، أصيب الحارس بجروح بالغة في كمين بالقرب من موقع ماون رانش.
مع استمرار هجمات المستوطنين، أعلنت لجنة حقوق الطفل في الكنيست أن للأطفال الحق في استخدام أقصر طريق إلى المدرسة في مستوطنة ماعون، وأصدرت طلباً إلى جيش الإحتلال الإسرائيلي لحماية الأطفال الذين يسيرون من وإلى مدرسة التواني. لكن قوات الحراسة التابعة للجيش لم تعمل بشكل سليم. في بعض الأحيان، كان الجنود يأتون متأخرين جدًا، وفي بعض الأحيان، لم يأتوا على الإطلاق.  وفي كثير من الأحيان، تعرضت المجموعة للهجوم حتى في حضور الجنود. في عام 2008، أقام المستوطنون بوابة أوتوماتيكية على 300 متر (980 قدم) من تقاطع مزرعة الدجاج، حيث كانت نقطة الالتقاء في السابق. بدلاً من إزالة البوابة، لم يعد جنود جيش الاحتلال الإسرائيلي يحمون الأطفال خلف البوابة. كما زعم جيش الاحتلال الإسرائيلي أن سيارات الجيب التابعة له لم تتمكن من عبور البوابة. مع ذلك، فقد تبين أنهم قادرون على ذلك في حال أرادوا التصرف ضد الفلسطينيين.

## هدم المنازل
مدرسة التواني لديها أمر هدم. كما صدر أمر بهدم المسجد وبعض المنازل. في يوم 2 أبريل/نيسان 2014، قام جيش الاحتلال الإسرائيلي، بالتعاون مع بعض ضباط حرس الحدود ومكتب التنسيق والارتباط، بهدم 6 ملاجئ خرسانية في قرية التواني. في 2 مارس/آذار 2014، أوقف مسؤولون وجيش الاحتلال الإسرائيلي بناء روضة أطفال جديدة في قرية التواني. كما تمت مصادرة مواد البناء.

## الصحة
في عام 2005 تم بناء عيادة لسكان المنطقة بفضل منظمة غير حكومية أوروبية، ويضم مبنى العيادة أيضًا متحفًا يخلد ذكرى المقاومة السلمية للاحتلال الإسرائيلي في المنطقة ومختبرًا إعلاميًا للشباب. لم تستجب الإدارة المدنية للطلبات الكثيرة ببنائه، وأعلنت أن البناء غير قانوني وأوقفت أعمال البناء عدة مرات، وفي النهاية أصدرت الإدارة المدنية وثيقة مكتوبة ذكرت فيها "الإعلان المستقبلي عن رخصة البناء". 
اليوم، يتواجد طبيب في العيادة مرة واحدة في الأسبوع، ويستخدم هذه الخدمة العديد من سكان القرى الواقعة جنوب التواني، حيث أن أقرب مستشفى يبعد 10 كيلومتر (6.2 ميل) وكثيراً ما تكون هناك نقطة تفتيش عسكرية على طول الطريق.

## الماء
اعتبارًا من شهر فبراير/شباط 2011، لا توجد مياه جارية في قرية التواني، في حين أن المستوطنات والبؤر الاستيطانية الإسرائيلية متصلة بشبكة المياه الإسرائيلية. يلجأ سكان التواني بشكل متكرر إلى الإدارة العسكرية الإسرائيلية والإدارة المدنية الإسرائيلية، بالإضافة إلى لجنة المياه الإسرائيلية، لتزويدهم بالبنية التحتية اللازمة. انضمت جمعية حقوق المواطن في إسرائيل وجمعية "بمكوم" - مخططون من أجل حقوق التخطيط، مؤخرًا إلى جهود السكان من خلال تقديم التماس إلى نائب وزير الدفاع، ماتان فيلناي، لربط القرية بالمياه الجارية.
تقع القرية في المنطقة (ج) (بموجب اتفاقيات أوسلو) وبالتالي فهي خاضعة للولاية القضائية الإسرائيلية في جميع الأمور المدنية. تعهد عضو البرلمان الإسرائيلي حاييم أورون (من حزب ميرتس) ودوف حنين (من حزب حداش) بتقديم التماس إلى  وزارة الدفاع بشأن ربط القرية بالمياه الجارية. بعد شهرين تقريباً، في يوليو/تموز 2010، أعلنت الإدارة المدنية أن القرية سوف يتم ربطها بالمياه الجارية.
بالإضافة إلى افتقارهم إلى البنية التحتية للمياه والمياه الجارية، يعاني سكان المنطقة من انتهاكات تتعلق بحقوقهم في المأوى. معظم منازل وأراضي السكان غير مشمولة في المخطط الهيكلي للمنطقة الذي أعدته الإدارة المدنية الإسرائيلية، والذي تم تقديمه للحصول على الموافقة (لم يتم التصديق عليه قانونيا بعد). كما قدم العديد من السكان اعتراضاتهم على هذه الخطة، وفي عام 2004 كانوا يكافحون لمنع هدم منازلهم على أراضيهم، بعد أن تم هدم منازل القرويين في الماضي.
بحسب ديفيد هيرست، فإن سكان قرية التواني والقرى الأخرى التي تشكل قرية سوسيا يواجهون موقفاً لا يمكن تصوره: فإذا امتثلوا للقانون، فلن يتمكنوا من بناء خزانات المياه وجمع حتى مياه الأمطار، ولكن إذا فشلوا في زراعة أراضيهم، فإنهم يخسرون الأراضي لصالح الحكومة الإسرائيلية.